# میثم صالحی
میثم صالحی (زاده ۲۶ آبان ۱۳۷۷ در ارومیه) بازیکن والیبال اهل ایران است که برای تیم ملی والیبال ایران و باشگاه والیبال فنرباغچه ترکیه بازی می‌کند. او والیبال حرفه ای خود را از باشگاه کاله مازندران زیر نظر بهروز عطایی شروع کرد.
میثم صالحی در خانواده ای ۴ نفره بع دنیا آمد و یک خواهر بزرگتر به نام مهسا دارد که او متأهل است و دو فرزند دارد.
میثم صالحی در تاریخ ۱۴۰۳/۴/۱۶ با برفین ولیلو ازدواج کرد.
او همچنین سابقه حضور در تیم شهرداری ارومیه و تیم ملی جوانان ایران را دارد و پس از آن نیز به باشگاه شهداب یزد در لیگایران پیوست. او در سال ۱۴۰۰ ه‍.ش) به تیم ملی والیبال مردان ایران برای مسابقات لیگ ملت‌های والیبال مردان ۲۰۲۱ پیوست.